# Строгова, Наталья Евгеньевна
Наталья Евгеньевна Строгова (укр. Наталія Євгенівна Строгова; род. 26 декабря 1992, Нерюнгри, Якутия) — украинская легкоатлетка, специалистка по бегу на короткие дистанции. Выступала на профессиональном уровне в 2010—2016 годах, победительница командного чемпионата Европы, серебряная и бронзовая призёрка чемпионатов Украины, участница летних Олимпийских игр в Рио-де-Жанейро.

## Биография
Наталья Строгова родилась 26 декабря 1992 года в городе Нерюнгри, Якутия. Впоследствии постоянно проживала в Луганске, представляла луганское «Динамо» и Луганскую область.
Стартовала в спринтерских дисциплинах на крупных соревнованиях и национальных чемпионатах начиная с 2010 года.
В 2012 году в беге на 200 метров одержала победу на зимнем чемпионате Украины в Сумах.
В 2013 году в беге на 100 метров стала бронзовой призёркой на чемпионате Украины в Донецке. В составе украинской сборной стартовала на молодёжном европейском первенстве в Тампере, где стала шестой на дистанции 200 метров и четвёртой в зачёте эстафеты 4×400 метров.
На чемпионате Украины 2014 года в Кировограде завоевала серебряную награду в 200-метровой дисциплине. Принимала участие в чемпионате Европы в Цюрихе — в программе 200 метров дошла до стадии полуфиналов, тогда как в эстафете 4×100 метров в решающем забеге показала пятый результат.
В 2015 году выиграла эстафету 4×100 метров на командном чемпионате Европы в Чебоксарах, бежала 200 метров и эстафету 4×100 метров на чемппионате мира в Пекине.
Благодаря череде успешных выступлений в 2016 году удостоилась права защищать честь страны на летних Олимпийских играх в Рио-де-Жанейро — на предварительном квалификационном этапе 200 метров показала время 23,69, чего оказалось недостаточно для выхода в полуфинал. По окончании Олимпиады завершила спортивную карьеру.